# Karl Paletta
Pour les articles homonymes, voir Paletta.
Karl Paletta (Metz, 29 janvier 1896 - après 1954) est un musicien et chef de chœur allemand.

## Biographie
Karl Paletta voit le jour le 29 janvier 1896,  à Metz, en Lorraine annexée. La ville, qui compte à cette époque une trentaine de sociétés musicales et chorales, et de nombreux cafés-concerts, connaît alors une vie musicale intense. Après le lycée à Hofgeismar, en Hesse, le jeune Karl reçoit une formation musicale de 1912 à 1915, au Conservatoire Stern de Berlin. Après la Première Guerre mondiale, de 1920 à 1922, il travaille pour l'école de musique d'Augsbourg, comme organiste et pédagogue. De 1922 à 1927, Karl Paletta enseigne au Mozarteum de Salzbourg, puis donne des cours particuliers de 1927 à 1932, tout en dirigeant une chorale à Mindelheim. Il enseigne ensuite à lAkademie der Tonkunst de Munich, avant d'être nommé directeur musical en 1935, à Göppingen dans l'État libre populaire de Wurtemberg. De 1937 à 1945, Paletta est professeur de chant de l'école supérieure de Mindelheim. 
Karl Paletta se retira en 1954.

## Sources
- Joseph Kürschner, Kürschners deutscher Musiker-Kalender, 2e éd., Berlin : de Gruyter, 1954 (1702).